# Les Riceys
Les Riceys – miejscowość i gmina we Francji, w regionie Grand Est, w departamencie Aube.
Według danych na rok 1990 gminę zamieszkiwało 1421 osób, a gęstość zaludnienia wynosiła 33 osoby/km².